# 丁午壽
丁午壽 ，SBS ，JP（1942年8月21日—），聖保羅書院校友，丁熊照家族第二代，丁鶴壽的胞弟。香港企業家、政治人物、自由黨成員。

## 生平
丁曾任香港工業總會主席、第一屆（1998 - 2000）及第二屆（2000 - 2004）立法會議員。在2010年担任開達集團有限公司董事局的主席。
2004年夥拍周梁淑怡參選立法會新界西直選，最終周梁淑怡當選丁落選。
配偶為丁王云心（1969年結婚），至於兒子為丁天立，媳婦為名模何穎雯。

## 榮譽
- 2004年 銀紫荊星章[6]